# Eva Braun
Eva Anna Paula Braun Hitler, nemška manekenka in fotografinja * 6. februar 1912, München, Bavarska, Nemčija, † 30. april 1945, Berlin, Nemčija.
Eva Braun je bila dolgoletna spremljevalka Adolfa Hitlerja in manj kot 40 ur njegova žena. Braun je Hitlerja spoznala v Münchnu, ko je bila 17-letna asistentka in manekenka njegovega osebnega fotografa Heinricha Hoffmanna. S Hitlerjem se je začela pogosto videvati približno dve leti kasneje. Med njuno zgodnjo zvezo je dvakrat poskusila storiti samomor, domnevno ker je hotela vzbuditi Hitlerjevo pozornost. Do leta 1936 je bila del njegovega gospodinjstva v Berghofu pri Berchtesgadenu in je med drugo svetovno vojno živela zaščiteno. Braunova je bila fotografinja in je posnela številne še danes ohranjene Hitlerjeve barvne fotografije in filme. Bila je ključna osebnost v Hitlerjevem ožjem družbenem krogu, vendar se je z njim udeležila javnih prireditev šele sredi leta 1944, ko se je njena sestra Gretl Braun poročila s Hermanom Fegeleinom, častnikom SS za zvezo v njegovem osebju.
Ko je bila Nacistična Nemčija proti koncu vojne blizu propada, je Braun prisegla Hitlerju, da bo ostala z njim do konca in odšla v Berlin, da bi bila ob njem v močno okrepljenem podzemnem bunkerju pod vrtom reichstaga. Ko so enote Rdeče armade v bojih napredovale proti osrednjemu vladnemu okrožju, se je Braunova v noči iz 28. na 29. aprila 1945 med kratko civilno slovesnostjo poročila s Hitlerjem; v času njune poroke je bila Braunova stara 33 let, Hitler pa 56. Manj kot 40 ur kasneje, 30. aprila popoldne, sta v dnevni sobi bunkerja skupaj storila samomor, Braunova se je z zaužitjem tablete cianida zastrupila, Hitler pa se je ustrelil v glavo. Nemška javnost je za njen odnos s Hitlerjem izvedela šele po njuni smrti. 

## Zgodnje življenje
Eva Braun se je rodila 6. februarja 1912 v Münchnu. Bil je druga hči šolskega učitelja Friedricha "Fritza" Brauna (1879–1964) in Franziske „Fanny“ Kronberger (1885–1976); njena mati je pred tem delala kot šivilja. Imela je starejšo sestro Ilse (1909–1979) in mlajšo sestro Margarete (Gretl) (1915–1987). 
Njena starša se ločila aprila 1921, vendar sta se novembra 1922 ponovno poročila, verjetno iz finančnih razlogov (hiperinflacija je takrat močno pestila nemško gospodarstvo). Braunova se je izobraževala v katoliškem liceju v Münchnu, nato pa eno leto v poslovni šoli v samostanu angleških sester v Simbachu am Inn, kjer je imela povprečne ocene in talent za atletiko. 
Ko je bila stara 17 let, se je zaposlila pri Heinrichu Hoffmannu, uradnem fotografu nacistične stranke (NSDAP). Sprva je bila zaposlena kot prodajalka v trgovini vendar se je kmalu naučila uporabljati fotoaparat in tudi razvijati fotografije. Evina sestra Gretl je od leta 1932 prav tako delala za Hoffmana in obe sta nekaj časa živeli skupaj v najetem stanovanju. Gretl je spremljala svojo sestro na njenih kasnejših potovanjih s Hitlerjem v Obersalzberg. 

## Zveza z Hitlerjem
v
Eva Braun je Hitlerja prvič spoznala v začetku oktobra 1929, ko je bila kot fotografinja prisotna v gledališču. Hitler ji je bil predstavljen kot "Herr Wolff". Septembra 1931, ko je njegova nečakinja v njegovem domu storila samomor, sta se Hitler in Braunova začela veliko videvati. 11. avgusta 1932 je Braunova poskusila storiti samomor tako, da se je z očetovo pištolo ustrelila v prstni koš. Zgodovinarji menijo, da poskus samomora ni bil resen, ampak je bil namen pritegniti Hitlerjevo pozornost. Po njenem okrevanju se ji je Hitler bolj posvečal in konec leta 1932 sta postala par. Ko je bil v mestu, je Braunova pogosto prenočevala v njegovem stanovanju v Münchnu. 
Maja 1935 je Braunova znova poskusila storiti samomor, ko je vzela prevelik odmerek uspavalnih tablet, ker si Hitler takrat ni vzel veliko časa. Hitler je Evi Braun in njeni sestri avgusta istega leta priskrbel trosobno stanovanje v Münchnu, naslednje leto pa je sestrama priskrbel vilo v Bogenhausenu na Wasserburgerstr. 12 (zdaj Delpstr. 12). Do leta 1936 je Braunova občasno prebivala v Hitlerjevi hiši v Berghofu pri Berchtesgadenu, kadar je bil tam, vendar je večinoma živela v Münchnu. Braunova je imela tudi svoje stanovanje v novi kanclerji Reich v Berlinu, ki ga je dokončal Albert Speer.
Braunova in Hitler se v javnost nikoli nista prikazala kot par. Prikazala sta se samo na poletnih olimpijskih igrah leta 1936. Nemci so odkrili podrobnosti njenega odnosa s Hitlerjem šele po vojni. Braunova je imela svojo sobo ob Hitlerjevi sobi na Berghofu, v Hitlerjevi berlinski rezidenci in v berlinskem bunkerju. 3. junija 1944 se je Braunova sestra Gretl Braun poročila s SS-Gruppenführerjem Hermanom Fegeleinom, ki je služil kot oficir za zvezo Reichsführer-SS Heinricha Himmlerja v Hitlerjevem štabu.  Hitler je zakon uporabil kot izgovor, da je Braunovo lahko v javnosti predstavlal kot Fegeleinovo svakinjo. Ko je bil Fegelein v zadnjih dneh vojne ujet pri pobegu na Švedsko ali v Švico, je Hitler odredil njegovo usmrtitev. Zaradi dezerterstva so ga ustrelili na vrtu rajškega kanclerja 28. aprila 1945.

## Poroka in smrt
V začetku aprila 1945 je Braunova zapustila München in odšla v Berlin, da bi bila skupaj z Hitlerjem v berlinskem podzemnem bunkerju. Zavrnila je odhod iz Berlina, ko je rdeča armada prodrla do obrobja Berlina. V noči iz 28. na 29. april sta se Hitler in Eva Braun v bunkerju poročila z Hitlerjem in se na poročni list podpisala z novim priimkom Hitler. Naslednje jutro je Hitler z svojo ženo gostil skromen poročni zajtrk. 
30. aprila 1945 sta se Eva in Adolf Hitler ob 14:30 uri poslovila od osebja članov bunkerja in odšla v Hitlerjevo dnevno sobo. V sobi sta skupaj storila samomor. Več prič je poročalo, da so ob 15:30 uri slišali glasen strel. Po nekaj minutah čakanja sta Hitlerjeva sluga Heinz Linge in Hitlerjev SS-adutant Otto Günsche vstopila v majhno delovno sobo in na majhnem kavču našla trupli Hitlerja in njegove žene. Braunova je zaužila tableto s cianidom in se zastrupila, Hitler pa je s pištolo ustrelil v desni del glave. Trupla so nato odnesli po stopnicah in skozi zasilni izhod iz bunkerja na vrt za Reichjevo kanclerjo, kjer so bili zažgali. Braun je bila ob smrti stara 33 let.
Zgorele ostanke trupel so našli Sovjeti. Hitlerjev zobozdravnik Hugo Blaschke, zobozdravnik Käthe Heusermann in zobotehnik Fritz Echtmann so do 11. maja potrdili, da ostanki zob pripadajo Hitlerju in Evi Braun. Sovjeti so posmrtne ostanke na skrivaj pokopali v kompleksu SMERSH v Magdeburgu v Vzhodni Nemčiji, skupaj s trupli Josepha in Magde Goebbels ter njunih šestih otrok, generala Hansa Krebsa in Hitlerjevega psa Blondija. 4. aprila 1970 je sovjetska ekipa KGB s podrobnimi pokopnimi kartami na skrivaj izkopala pet lesenih zabojev ostankov. Ostanke so temeljito zažgali in zdrobili, nato pa pepel vrgli v reko Biederitz, pritok reke Labe.